# Misael Correa Pastene
Misael Correa Pastene nació en 1870 en Ovalle y falleció en Santiago de Chile en 1956, fue un periodista, diplomático, profesor, escritor y crítico literario chileno.

## Carrera profesional
En 1893 Correa Pastenes se inició como reportero de El Constitucional. Después en 1894 fue redactor y director de La Libertad de Talca. Desde 1898 a 1900 dirigió la Patria de Iquique. En 1900 a 1903 trabajo en la Unión de Valparaíso.
En 1903 hasta 1908 fue director de El Diario Ilustrado cuando este pasó a ser de propiedad de los hermanos Gonzales Errázuriz en 1902, en esta dirección que logró asentar la publicación del periódico sobre una base popular.

Crítico literario en el diario Ilustrado desde 1945 hasta 1950.
Director de la Asociación de Periodistas Camilo Henríquez, profesor de la Escuela de Bellas Artes de la Universidad Católica de Chile.
 Miembro de la Academia Chilena de la Lengua entre 1952 a 1956.

## Obra
- La vida financiera, 1919
- La contrastare del Itata, 1922
- Carnes y espíritu, grupo de novelas cortas, Editorial Nascimento, Santiago de Chile, 1939.[10]
- Estudios sobre a literatura chilena. Volumen I, II, III. , 1940. Editado por Pedro Nolasco Cruz Vergara y Masael Correa Pastene
- Carne y espíritu : novelas breves , 1939[11][12][13]
- Los caminos de Roma : la evolución intelectual de tres escritores modernos, 1944